# Droga krajowa nr 11 (Szwecja)
Droga krajowa nr 11 (szw. Riksväg 11) – droga krajowa w południowej Szwecji o długości 91 km, przebiegająca równoleżnikowo z Malmö do Simrishamn w regionie administracyjnym (län) Skania.
Droga łączy Malmö ze wschodnią częścią Skanii. Większe miejscowości położone na trasie:
- Malmö
- Staffanstorp
- Kyrkheddinge
- Dalby
- Veberöd
- Sjöbo
- Tomelilla
- Lunnarp
- Smedstorp
- Gärsnäs
- Östra Tommarp
- Simrishamn